# Odontopodisma montana
Odontopodisma montana је инсект из реда Orthoptera и фамилије Acrididae. 

## Угроженост
Ова врста се сматра рањивом у погледу угрожености врсте од изумирања.

## Распрострањење
Врста има станиште у Мађарској и Румунији.

## Станиште
Врста Odontopodisma montana има станиште на копну.